# Resolutie 2341 Veiligheidsraad Verenigde Naties
Resolutie 2341 van de Veiligheidsraad van de Verenigde Naties werd unaniem door de VN-Veiligheidsraad aangenomen op 13 februari 2017. De resolutie riep landen ertoe op hun kritieke infrastructuur te beveiligen, en voorbereid te zijn op terreuraanslagen tegen deze infrastructuur. Daarop volgde een debat over betere internationale samenwerking en informatie-uitwisseling om dit te bereiken.
De vicedirecteur-generaal van de Organisatie voor het Verbod op Chemische Wapens, Hamid Ali Rao, verwees naar de aanval van IS op een chemische fabriek nabij Mosoel in 2016 om het gevaar te illustreren. Veel landen haalden het belang van publiek-private samenwerking en kennisuitwisseling tussen landen aan.

## Inhoud
In 2006 had de Algemene Vergadering de strategie van de Verenigde Naties tegen terrorisme goedgekeurd. Een onderdeel daarvan was het voorkomen dat terroristen aan de middelen konden komen die ze nodig hadden om hun aanvallen uit te voeren. Dat hield onder meer de beveiliging van kwetsbare infrastructuur en publieke plaatsen in. Elk land bepaalde zelf wat tot zijn kritieke infrastructuur behoorde – onder meer bruggen, elektriciteitslijnen, luchthavens en kernenergiecentrales – en hoe die het beste kon worden beveiligd. De grotere afhankelijkheid van landen aan elkaars infrastructuur – bijvoorbeeld inzake energieproductie – bracht nieuwe risico's met zich mee. Het was derhalve van belang goed samen te werken met de betrokken private bedrijven en andere landen.
Lijst ·  2337 ·  2338 ·  2339 ·  2340 ·  2341 ·  2342 ·  2343 ·  2344 ·  2345 ·  2346 ·  2347 ·  2348 ·  2349 ·  2350 ·  2351 ·  2352 ·  2353 ·  2354 ·  2355 ·  2356 ·  2357 ·  2358 ·  2359 ·  2360 ·  2361 ·  2362 ·  2363 ·  2364 ·  2365 ·  2366 ·  2367 ·  2368 ·  2369 ·  2370 ·  2371 ·  2372 ·  2373 ·  2374 ·  2375 ·  2376 ·  2377 ·  2378 ·  2379 ·  2380 ·  2381 ·  2382 ·  2383 ·  2384 ·  2385 ·  2386 ·  2387 ·  2388 ·  2389 ·  2390 ·  2391 ·  2392 ·  2393 ·  2394 ·  2395 ·  2396 ·  2397